# Штольцит

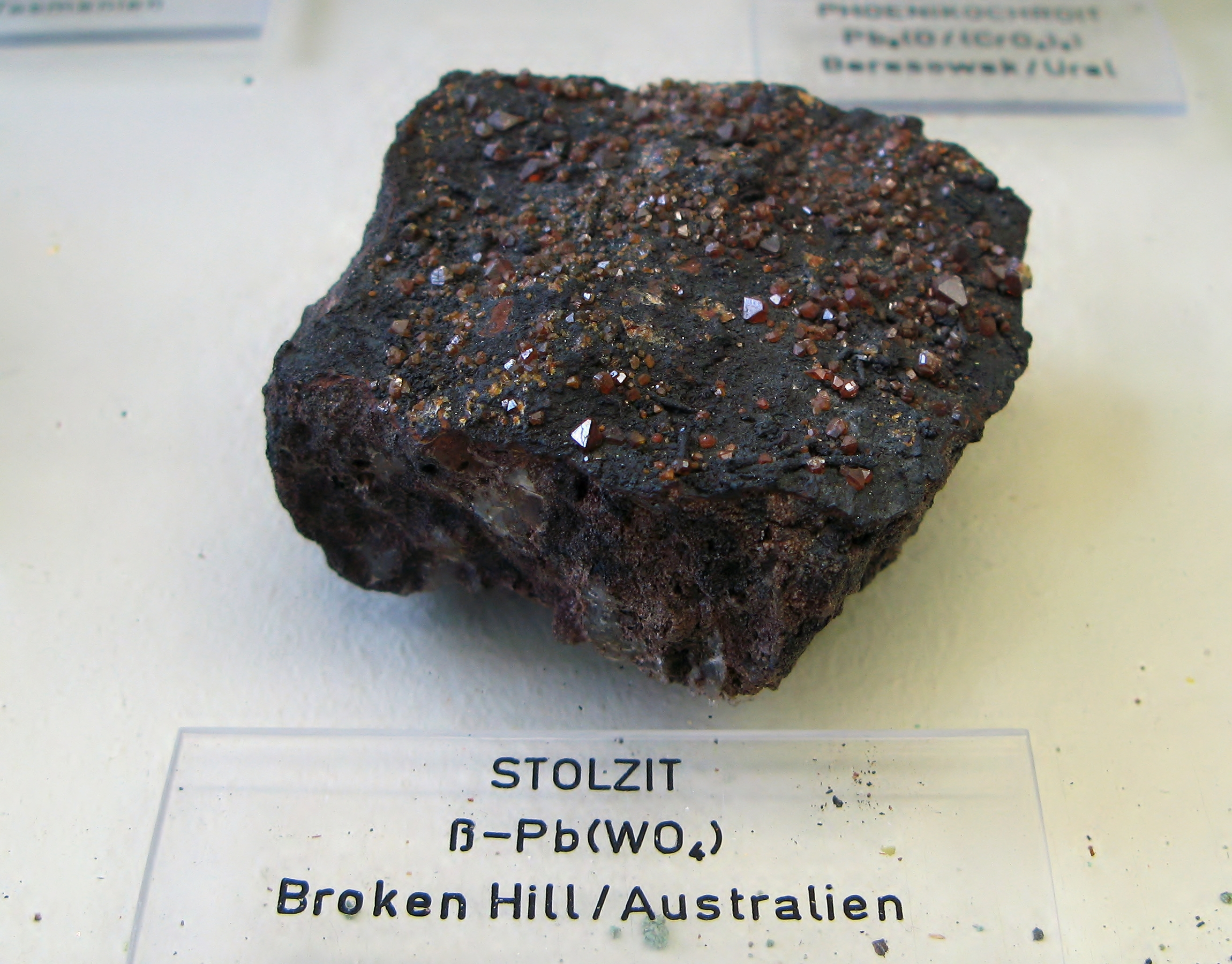
Штольцит

Штольцит — мінерал, вольфрамат свинцю острівної будови з групи вульфеніту.
Названий за прізвищем чеського дослідника Штольца (Stolz), W.K.Haidinger, 1845.
Синоніми: руда вольфрамово-свинцева, шеєльшпат свинцевий, шеєліт свинцевий, шеєлітин.

## Опис
Хімічна формула: Pb[WO4]. Містить (%): PbO — 49,04; WO3 — 50,96. Домішки: Mg, Al. Сингонія тетрагональна. Кристали дипірамідальні. Спайність недосконала по (001) і по (011). Густина 7,9-8,3. Тв. 2,5-3,5. Колір зелений, сірий, червоний, бурий, жовтий. Блиск смоляний, іноді до алмазного. Риса бура. Рідкісний вторинний мінерал зон окиснення родовищ вольфраму. Супутні мінерали: вад, ванадиніт, міметезит, вульфеніт.

## Розповсюдження
Знахідки: Циновєц (Чехія), Каринтія (Австрія), Камберленд (Англія), П'ємонт (Італія), гори Драгун і Уачука (штат Аризона, США), Нігерія, Брокен-Гілл (Австралія), Півд. Урал (РФ). Зустрічається також в Богемії (Циннвальд), Чилі, штат Массачусетсі (США).
Монокристали вольфрамату свинцю використовують як сцинтилятори.